# Корнилій (Пасічний)
Корни́лій (Корне́лій) Іва́н Па́січний (27 березня 1927, Вінніпег — 30 січня 2014, Торонто) — єпископ Торонтської єпархії Української греко-католицької церкви (правлячий єпископ цієї єпархії у 1998–2003 рр., єпископ Саскатунської єпархії у 1995–1998 рр.), василіянин.

## Біографія
Народився Іван Пасічний 27 березня 1927 року у Вінніпезі (Канада). 12 вересня 1942 року вступив у Чин св. Василія Великого, прийнявши чернече ім'я Корнилій. 14 липня 1944 року склав перші чернечі обіти, а 31 жовтня 1948 року — урочисті довічні обіти.
Вивчав філософію у василіянських монастирях Канади і США. У 1950 році настоятелі вислали його на богословські студії до Рима, де в Папському Григоріанському університеті, у 1954 році здобув ліценціата богослов'я. Повернувшися в Канаду, в 1956 році завершив студії в Оттавському університеті ступенем маґістра мистецтв.
Рукоположений на священника 5 липня 1953 року в Римі. Служив сотрудником парафії св. Івана Хрестителя в Оттаві (1953–1955), настоятель монастиря св. Йосафата в Оттаві, парох парафій св. Івана Хрестителя в м. Борщів (провінція Альберта, Канада) і Покрови Пресвятої Богородиці в м. Краков (Альберта, Канада), парох парафії св. Миколая в Вінніпезі (1985–1995), консультор і економ Канадської провінції отців Василіян (1982–1995).
Виконуючи душпастирське служіння, одночасно викладав філософію та гуманітарні дисципліни у василіянському студійному осідку в Мондері (Канада) і був професором-асистентом Оттавського університету. Виконував обов'язки редактора і видавця англомовного двомісячника «Beacon» та духівника духовної семінарії Святого Духа в Оттаві.
6 листопада 1995 р. папа Римський Іван Павло II номінував о. Корнилія Пасічного єпископом Саскатунським УГКЦ. Єпископська хіротонія відбулася 17 січня 1996 р. Головним святителем був митрополит Вінніпезький Михаїл Бздель, ЧНІ, а співсвятителями — єпископи Василь Філевич (дотеперішній єпископ Саскатунський) і Северіян Якимишин, ЧСВВ (єпископ Нью-Вестмінстерський).
1 липня 1998 року Іван Павло II переніс владику Корнилія на престол Торонтської єпархії, оскільки дотеперішній єпископ Торонтський Ісидор Борецький склав повноваження у зв'язку з віком. Урочисте введення на престол Торонтської єпархії відбулося 24 вересня 1998 р.
3 травня 2003 року папа Іван Павло II прийняв зречення владики Корнилія з уряду єпарха Торонтського у зв'язку з віком — і на його місце номінував владику Стефана Хміляра.